# Aphragmus involucratus
Aphragmus involucratus är en korsblommig växtart som först beskrevs av Aleksandr Andrejevitj Bunge, och fick sitt nu gällande namn av Otto Eugen Schulz. Aphragmus involucratus ingår i släktet Aphragmus och familjen korsblommiga växter. Inga underarter finns listade i Catalogue of Life.